# Stenoptilodes duckworthi
Stenoptilodes duckworthi là một loài bướm đêm thuộc họ Pterophoridae. Nó được tìm thấy ở Argentina.
Sải cánh dài khoảng 19 mm. Con trưởng thành bay vào tháng 2.